# Love in This Club, Pt. II
Love in This Club, Pt. II – piosenka amerykańskiego wokalisty rhythm and bluesowego Ushera, pochodząca z albumu Here I Stand. Oryginalna wersja nagrana została z udziałem Mariah Carey oraz Pliesa, jednak w oficjalnym remiksie zastąpili ich Beyoncé Knowles i Lil Wayne. Jednocześnie edycje te różnią się zarówno strukturą, jak i tekstem, dlatego nazwa „Love in This Club” rozszerzona została do „Love in This Club, Pt. II”. W utworze wykorzystano sample z „Secret Lovers” Atlantic starr, „You Are Everything” The Stylistics oraz „Any Time, Any Place” Janet Jackson.
„Love in This Club, Pt. II” zajęła 36. miejsce na liście 100 najlepszych piosenek 2008 roku według magazynu Rolling Stone.

## Pozycje na listach
| Lista (2008)                          | Najwyższa pozycja |
| ------------------------------------- | ----------------- |
| German Singles Chart                  | 29                |
| U.S. Billboard Hot 100                | 18                |
| U.S. Billboard Hot R&B/Hip-Hop Songs  | 7                 |
| U.S. Billboard Rhythmic Top 40        | 10                |
| U.S. Billboard Mainstream R&B/Hip-Hop | 5                 |
| U.S. Billboard Pop 100                | 35                |

### Certyfikaty
| Kraj              | Certyfikat           |
| ----------------- | -------------------- |
| Stany Zjednoczone | Platyna (1.000.000+) |